# Descendants (pel·lícula de 2015)
Descendants és una pel·lícula musical de fantasia estatunidenca de 2015, és una pel·lícula original de Disney Chanel dirigida i coregrafiada per Kenny Ortega, i protagonitzada per Dove Cameron, Sofia Carson, Booboo Stewart, i Cameron Boyce. La pel·lícula segueix les vides dels fills adolescents de diversos dolents i herois de Disney.
És la primera pel·lícula de la franquícia Descendants. Una seqüela, Descendants 2, va ser estrenada el 2017, una tercera pel·lícula, Descendants 3, va ser estrenada el 2019 i una quarta pel·lícula, Descendants: The Rise of Red, va ser estrenada el 2024.

## Repartiment
- Dove Cameron com a Mal.
- Cameron Boyce com a Carlos.
- Booboo Stewart com a Jay.
- Sofia Carson com a Evie.
- Mitchell Hope com a Ben.
- Melanie Paxon com a Fada protectora.
- Sarah Jeffery com a Audrey.
- Zachary Gibson com a Doug.
- Jedidiah Goodacre com a Chad Charming.
- Dianne Doan com a Lonnie .
- Dan Payne com a Bèstia.
- Keegan Connor Tracy com a Bella.